# Lepidammodytes macrophthalmus
Lepidammodytes macrophthalmus) es una especie de pez actinopeterigio marino, la única del género monotípico Lepidammodytes de la familia de los ammodítidos.

## Morfología
Cuerpo alargado y delgado de grandes ojos, con una longitud máxima descrita de 15,9 cm. Tienen de 48 a 51 espinas en la aleta dorsal, mientras que en la aleta anal tien 23 o 24 radios blandos, con pequeñas aletas pélvicas, todos los radios son segmentados; color del cuerpo uniformemente amarillo sin marcas en el cuerpo y la aleta; sin escamas en el borde superior del opérculo.

## Distribución y hábitat
Se distribuye por las costas del centro-este del océano Pacífico, un endemismo del archipiélago de Hawái. Son peces marinos de agua tropical, de hábitat nerítico pelágico a bentopelágico, que prefieren un rango de profundidad desde aguas superficiales hasta los 200 m.